# Kylie Rogers
 (juin 2021).
Si vous disposez d'ouvrages ou d'articles de référence ou si vous connaissez des sites web de qualité traitant du thème abordé ici, merci de compléter l'article en donnant les références utiles à sa vérifiabilité et en les liant à la section « Notes et références ».
Kylie Rogers, née le 18 février 2004 à Dallas (Texas), est une actrice américaine.

## Biographie
Kylie Rogers est née le 18 février 2004 à Dallas dans le Texas. Elle a un frère qui est plus âgé qu'elle. En 2012, elle déménage avec sa famille à Los Angeles. Elle va dans la même école que son partenaire de The Whispers, Kyle Harrison Breitkopf.

## Carrière
Elle débute en 2012 à la télévision dans les séries Private Practice et Des jours et des vies.
En 2014, elle joue le rôle de Sunshine dans Space Station 76, aux côtés de Patrick Wilson, Liv Tyler et Matthew Bomer.
En 2015, elle joue le rôle de Minx Lawrence, la fille de Wes (interprété par Barry Sloane), dans la série de science-fiction The Whispers, diffusée sur ABC, ainsi que le film de William Monahan : Mojave avec Garrett Hedlund, Oscar Isaac, Mark Wahlberg, Walton Goggins et Louise Bourgoin.
En 2016, elle joue dans deux films : Miracles du paradis avec Jennifer Garner et Martin Henderson, puis Beauté cachée avec Keira Knightley, Will Smith et Kate Winslet.

## Filmographie

### Cinéma

#### Longs métrages
- 2012 : Horror House d'Evan Marlowe : Helen à 8 ans
- 2013 : We've Got Balls de Cherie Kerr : Tinker Belle Hanley
- 2014 : Space Station 76 de Jack Plotnick : Sunshine
- 2015 : Mojave de William Monahan : Sophie
- 2015 : Père et Fille (Fathers and Daughters) de Gabriele Muccino : Katie jeune
- 2016 : Miracles du Ciel (Miracles from heaven) de Patricia Riggen : Anna Beam
- 2016 : Beauté cachée (Collateral Beauty) de David Frankel : Allison Yardsham
- 2018 : Skin de Guy Nattiv : Sierra
- 2019 : Run with the Hunted de John Swab : Peaches jeune
- 2023 : Beau Is Afraid de Ari Aster : Toni
- 2023 : Landscape With Invisible Hand : Chloe
- 2025 : Mercy de Timur Bekmambetov

#### Courts métrages
- 2012 : Forsake Me Not de Miks Ozolins : Maya
- 2012 : Shooter de Steve Riley : Charlie jeune
- 2013 : Listen de Vernon R. Wilbert Jr.
- 2015 : Lifted de Lin Oeding : Emma

### Télévision

#### Séries télévisées
- 2012 : Des jours et des vies (Days of our Lives) : Pamela
- 2012 : Private Practice : Sarah Nelson
- 2013 : Les Experts (CSI : Crime Scene Investigation) : Molly Goodwin
- 2013 : Deadtime Stories : Madison Tyler
- 2013 : Mob City : Peggy O'Donnell
- 2013 - 2014 : Once Upon a Time in Wonderland : Millie
- 2015 : The Whispers : Minx Lawrence
- 2016 : Clarence : Lucy (voix)
- 2016 : Chicago Police Department (Chicago P.D): Polly Carlson
- 2018 - 2020 : Yellowstone : Beth jeune
- 2020 - 2021 : Home Before Dark : Izzy Lisko

#### Téléfilms
- 2013 : The List de Ruben Fleischer : Lily Dunston
- 2013 : The Gates de Marc Buckland : Chloe Baxley
- 2014 : Finders Keepers d'Alexander Yellen : Claire Simon
- 2015 : All I want for Christmas d'Emilio Ferrari : Rebecca Patterson
- 2016 : What Goes Around Comes Around de Tim Story : Ella
- 2019 : Less Than Zero de Craig Wright : Kay